# Ômica
Ômica é um neologismo da língua inglesa (Omics) informalmente refere-se a um campo de estudo em biologia que termina em -ômica, como genômica, proteômica,  peptidômica, transcriptômica, lipidômica e metabolômica. Ômica visa a caracterização coletiva e quantificação de suprimentos de moléculas biológicas que se traduzem em estrutura, função e dinâmica de um organismo ou organismos.
A genômica funcional visa identificar as funções de tantos genes quanto possível de um determinado organismo. Ele combina diferentes técnicas -omáticas, como transcriptômica e proteômica, com coleções mutantes saturadas.